# Política de avestruz
"Política de avestruz" é uma expressão que se refere à tendência de ignorar perigos e problemas óbvios e fingir que eles não existem; a expressão deriva do suposto hábito dos avestruzes enfiarem a cabeça na areia ao invés de enfrentarem o perigo.